# Puccinia asparagi

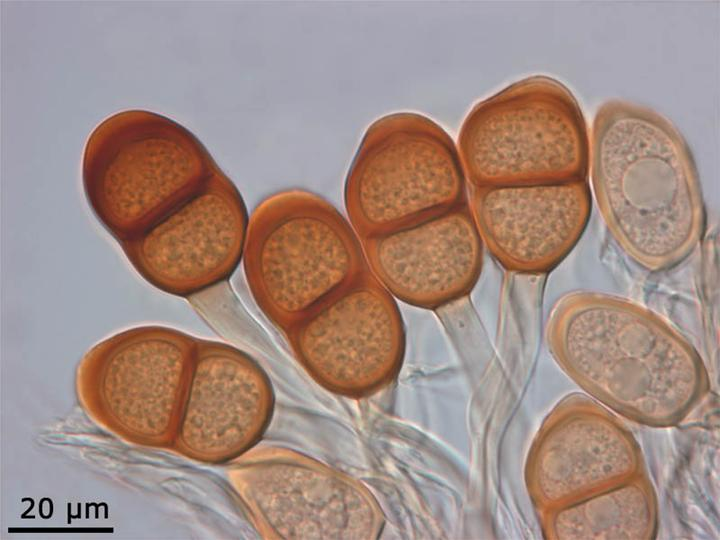
Teliospory

Puccinia asparagi DC. – gatunek grzybów z rodziny rdzowatych (Pucciniaceae). Grzyb mikroskopijny pasożytujący na różnych gatunkach szparagów (Asparagus). Wywołuje u nich chorobę zwaną rdzą szparaga.

## Systematyka i nazewnictwo
Pozycja w klasyfikacji według Index Fungorum: Puccinia, Pucciniaceae, Pucciniales, Incertae sedis, Pucciniomycetes, Pucciniomycotina, Basidiomycota, Fungi.
Synonimy:
- Aecidium asparagi Lasch 1848
- Dicaeoma asparagi (DC.) Kuntze 1898
- Persooniella asparagi (DC.) Syd. 1922
- Puccinia discoidearum var. asparagi (DC.) Wallr. 1833
- Uredo asparagi Lasch 1848

## Morfologia i rozwój
Jest pasożytem jednodomowym, tzn. cały jego cykl rozwojowy odbywa się na jednym żywicielu. Jest rdzą pełnocyklową, wytwarzającą 5 rodzajów zarodników: sporydia, pykniospory, ecjospory, urediniospory i teliospory.
Na porażonych szparagach powstają kropkowate, brązowe pyknidia, a nieco później pomiędzy nimi w skupiskach kubkowate lub prawie cylindryczne ecja osadzone na trzonkach. Ecjospory o kształcie od kulistego do owalnego, wymiarach 15–21 × 18–27 μm i niemal hialinowej, drobno i gęsto brodawkowanej ścianie o grubości 1 μm. Uredinia również na trzonkach, kuliste do elipsoidalnych, cynamonowobrązowe, mączyste. Urediniospory kuliste do owalnych, o wymiarach 19–30 × 18–25 μm i złotawej ścianie grubości 2 μm. Telia na trzonkach, brązowoczarne. Dojrzałe teliospory są dwukomórkowe, o wymiarach 3–50 × 19–26 μm, zaokrąglonych końcach i zwężone na przegrodzie. Mają kasztanowobrązową ścianę o grubości do 10 μm na szczycie i trzonek o długości do dwukrotnie większej od długości teliospory. Czasami powstają nietypowe teliospory zwane mezosporami.
Teliospory pełnią funkcję przetrwalnikową. Zimują na starych łodygach szparaga. Wiosną wytwarzają sporydia, które dokonują infekcji sąsiednich, młodych pędów szparaga. Z kiełkujących sporydiów powstają pyknidia i cykl rozwojowy powtarza się.

## Występowanie
Występuje w Ameryce Północnej i Europie.
Żywicielami Puccinia asparagi są uprawiany szparag lekarski (Asparagus officinalis i kilka innych gatunków szparagów, w tym Asparagus maritimus). Lekkie infekcje może spowodować także u cebuli zwyczajnej (Allium cepa).